# 富沢古墳
富沢古墳（とみざわこふん）は、鳥取県八頭郡智頭町新見にある古墳。形状は円墳。智頭町指定史跡に指定されている。

## 概要
鳥取県南東部、智頭盆地西部の新見川北岸に築造された古墳である。発掘調査は実施されていない。
墳形は円形で、南北13メートル・東西11メートル・高さ2.5メートルを測る。墳丘上には列石が認められる。埋葬施設は片袖式の横穴式石室で、南南東方向に開口する。現在では羨道開口部が破壊されているが、大部分は良好に遺存しており、智頭郡域では代表的な横穴式石室になる。石室内からは須恵器片が採集されている。築造時期は古墳時代後期-終末期の6世紀末-7世紀初頭（または7世紀前半）頃と推定される。
古墳域は1996年（平成8年）に智頭町指定史跡に指定されている。

## 埋葬施設

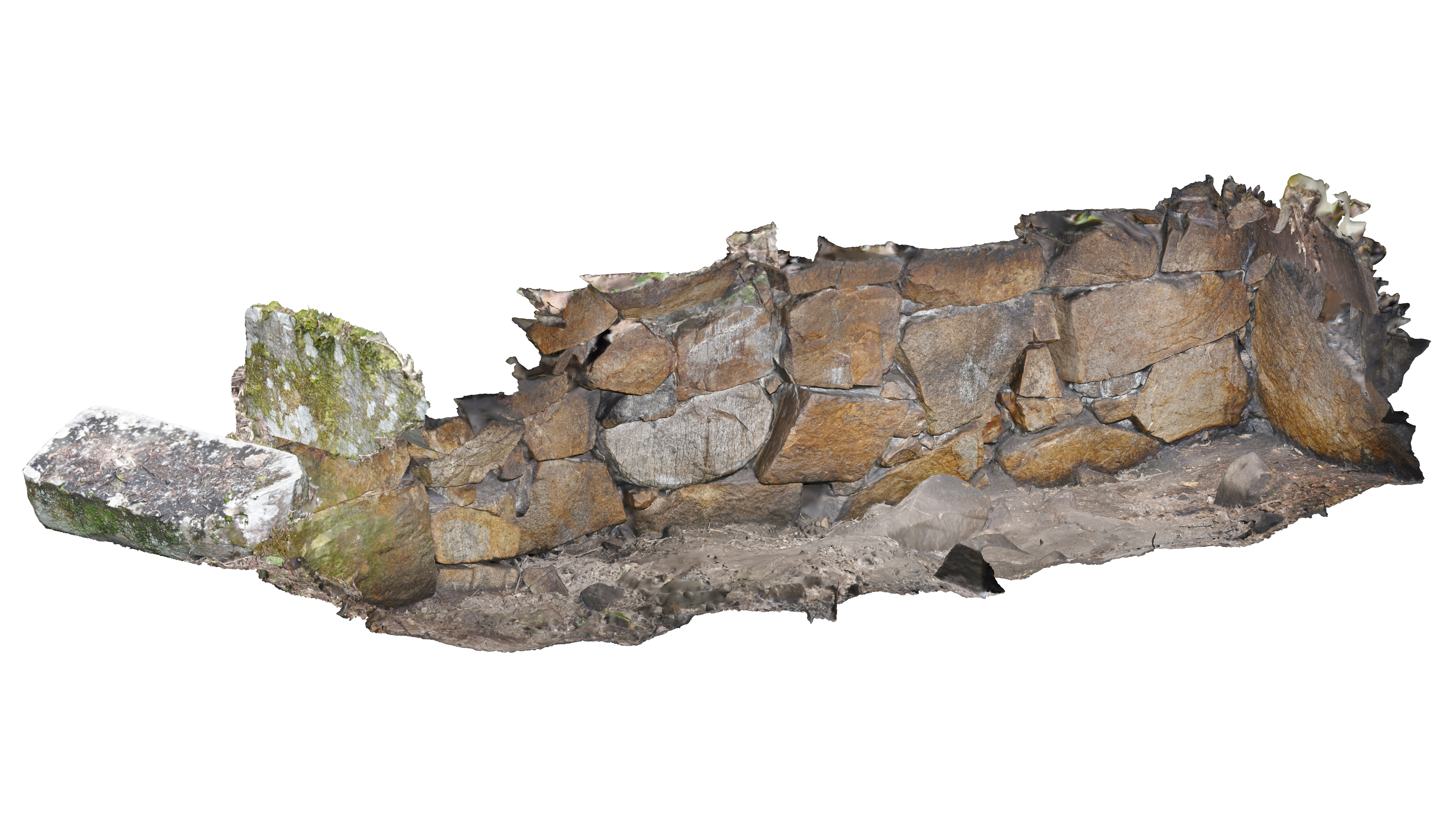
石室俯瞰図

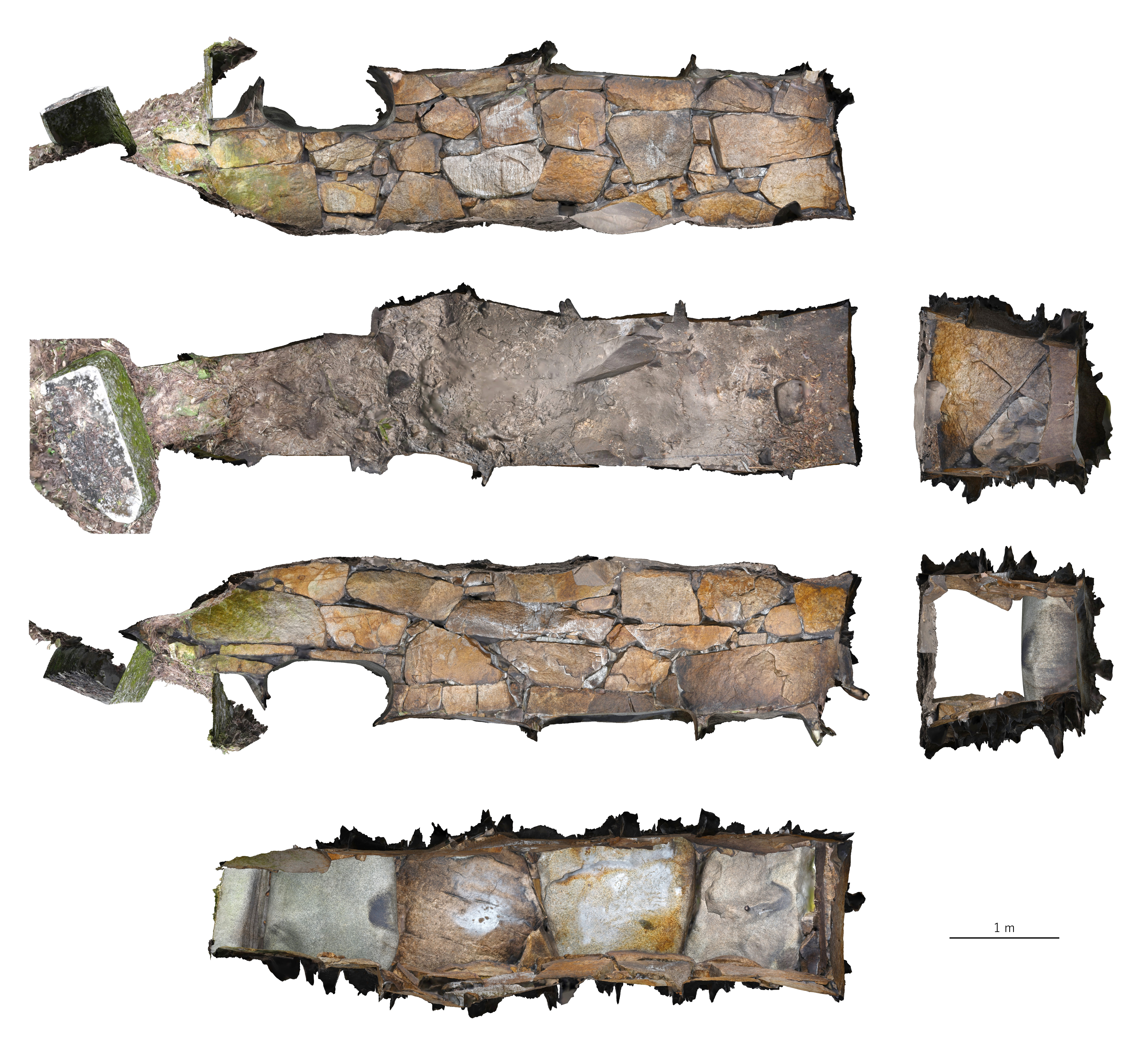
石室展開図

埋葬施設としては片袖式横穴式石室が構築されており、南東方向に開口する。石室の規模は次の通り。
- 石室全長：残存7.7メートル
- 玄室：長さ4.4メートル、幅1.5メートル
- 羨道：幅0.95メートル、高さ1.6メートル

石室の石材は花崗岩の割石である。

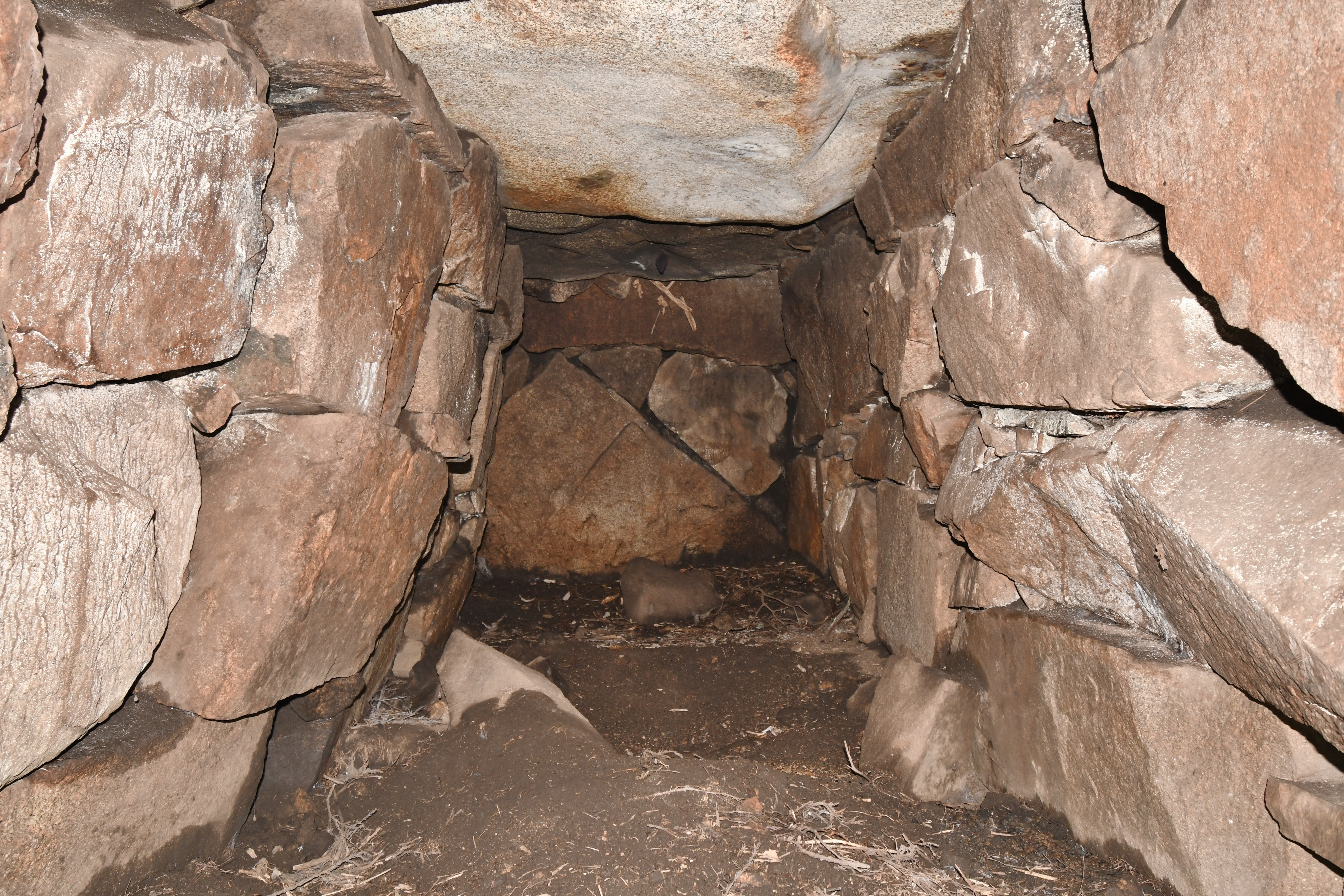
玄室（奥壁方向）
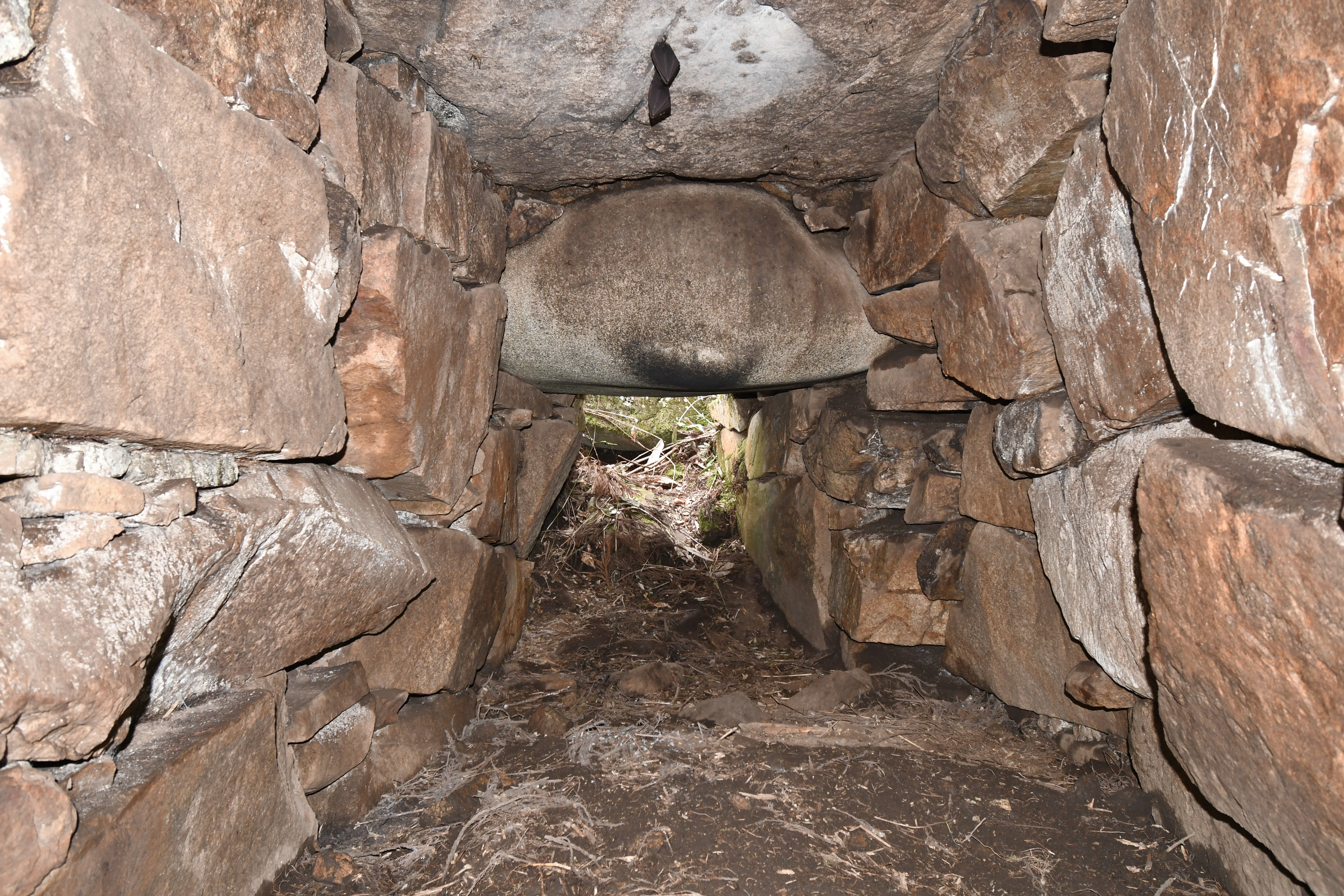
玄室（開口部方向）
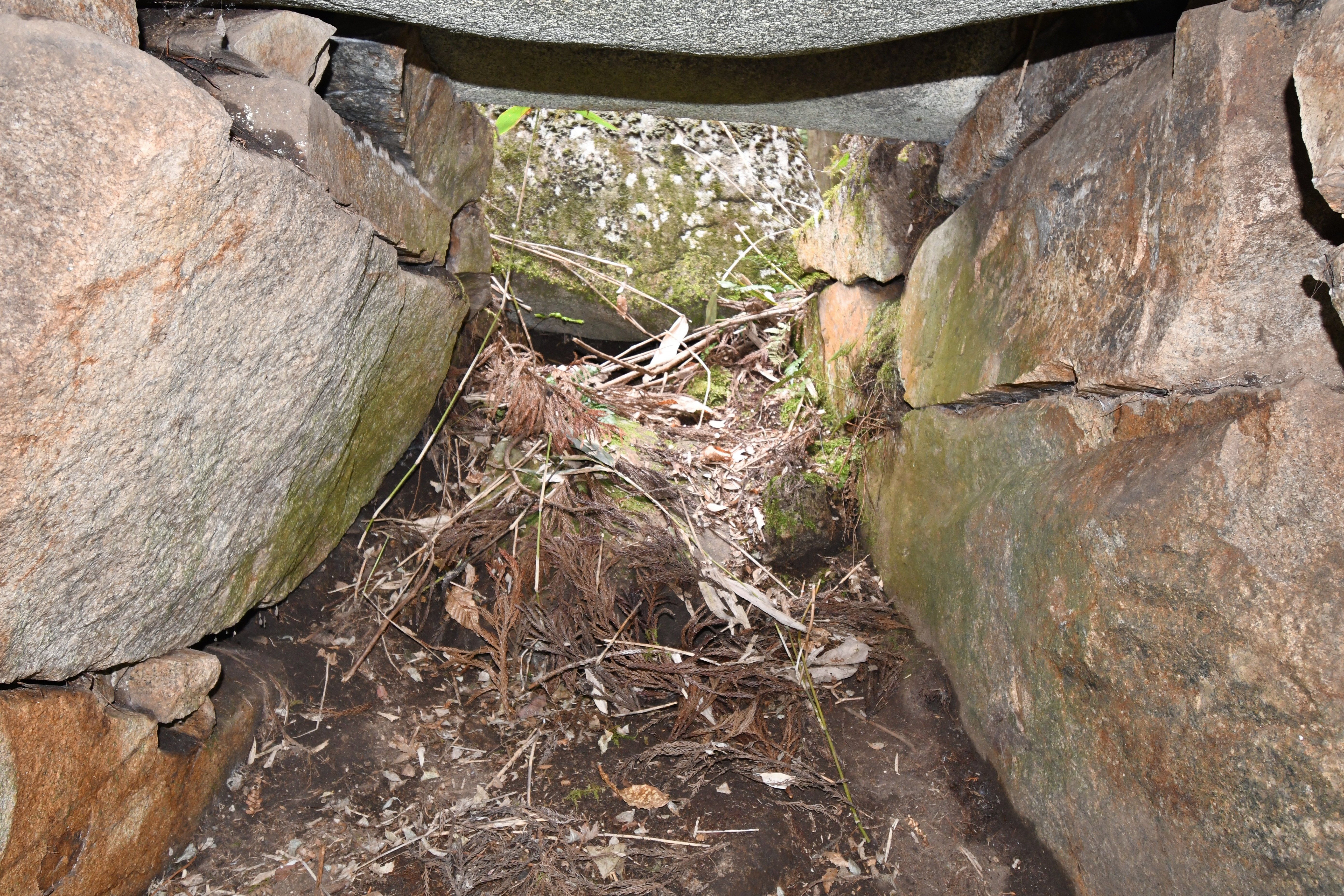
羨道（開口部方向）
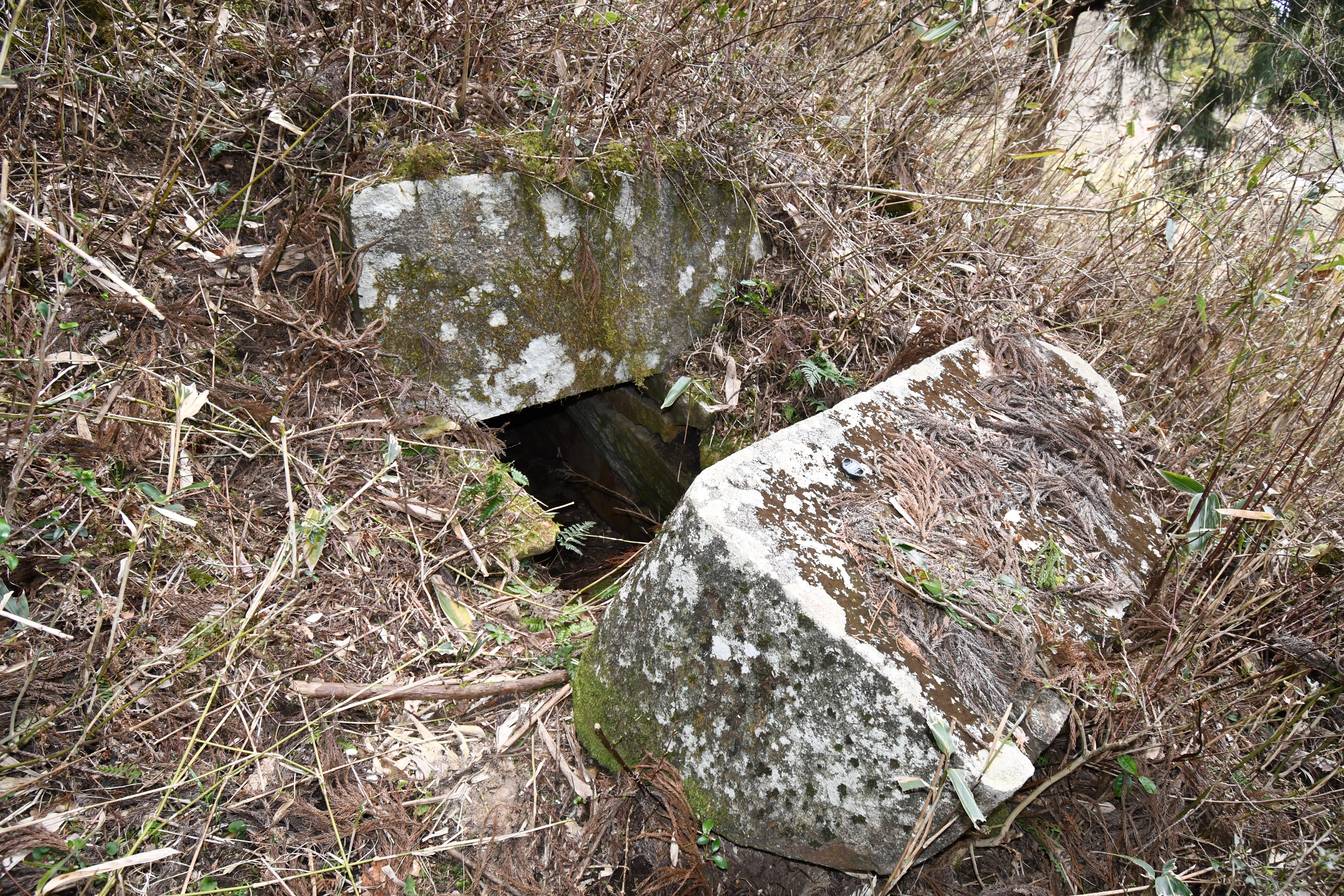
開口部

## 文化財

### 智頭町指定文化財
- 史跡
  - 富沢古墳 - 1996年（平成8年）7月1日指定[4]。